# Sgorbions
Sgorbions è una serie di figurine, dal carattere trash-demenziale, prodotta dalla Topps Company pubblicata la prima volta nel 1985 e nata come una parodia dei Cabbage Patch Kids, una serie di bambolotti al tempo molto in voga negli Stati Uniti; il loro nome di lancio negli USA fu appunto Garbage Pail Kids (i ragazzi del bidone della spazzatura).
Ogni figurina della serie è una caricatura dei suddetti bambolotti, illustrati nell'atto di compiere qualcosa di rivoltante come vomitare, infilarsi le dita nel naso o sguazzare nel water; ogni personaggio ha una didascalia col nome, nome che richiama, attraverso un gioco di parole, la sua caratteristica trash, mostruosa o demenziale. Nel retro delle figurine erano scritte altrettante cose goliardicamente disgustose e demenziali, quali premi e permessi speciali (ad esempio "permesso di essere porcello") o messaggi più o meno salaci da rifilare a qualcuno una volta staccato il fronte adesivo della figurina per incollarlo sull'album.

## Negli USA
Negli Stati Uniti sono in vendita ancora adesso. Sono state prodotte più di 25 serie dal 1986 fino a oggi.

## In Italia
Dopo un lancio di prova delle figurine originali statunitensi della seconda serie, avvenuto nel 1987 in Nord Italia, furono ufficialmente localizzati per la prima volta agli inizi degli anni novanta con il nome Sgorbions. Uscirono tre serie, ciascuna con il rispettivo album raccoglitore. Dopo la terza serie sono uscite delle ristampe quali: 
- mitici sgorbions che ristampano in piccolo le figurine delle prime tre serie più alcune nuove nel formato classico.
- holidays sgorbions
- mega sgorbions

Queste ultime due serie sono semplicemente ristampe delle serie precedenti; cambiano leggermente le grafiche e alcuni personaggi vengono rinominati.

## Prima serie italiana
- Gastone Bubbone
- Donata Avariata
- Gennaro Pattumaro
- Pinuccia Boccuccia
- Walter Subwater
- Renata Intasata
- Sonia Insonnia
- Letizia Immondizia
- Matteo Cappereo
- Lorenzo Fetenzo
- Ninetto Rigetto
- Gino Spazzalatrino
- Marcello Sbudello
- Salvatore Fetore
- Anita Inviperita
- Dante Mutante
- Sabrina Gommina
- Martino Burino
- Starnu-Tino
- Gustava la Sbava
- Rita Marcita
- Rosario Malario
- Vivi Sezione
- Mari-Comio
- Pamela Candela
- Simone Linguaccione
- Decalco Maria
- Dodo Colabrodo
- Burat-Tina
- Pierino Lavandino
- Rocky-Zero
- Roberto Ventreaperto
- Angelino Spazzolino
- Mongol Piero
- Arrigo Frigo
- Din Don Dino
- PieroBinetto
- Loretta Marionetta
- Extra Teresa

- Mario Contrario
- Vito Spedito
- Salvatore Lavatore
- Carla Igenica
- Amato Fotocopiato
- Jane Fionda
- André Frappé
- Eletta Sottiletta
- Celeste Due Teste
- Dolores De Testa
- Margherita Sfiorita
- Clessandra
- Beata Grattugiata
- Marcello Scervello
- Renata Cariata
- Battista Elettricista
- Ramona Capocciona
- Cupi-Dino
- Golea-Dorino
- Riccardo Superlardo
- Ombretta Coniglietta
- Raimonda Gioconda
- Edmondo Rubicondo
- Rina Fettuccina
- Pierino Abbuffino
- Polly-Femo
- Ramona Abbuffona
- Annona Pustolona
- Anna Burgher
- Botolo Rotolo
- Pepè Bignè
- Nippon Trippon
- Nino Peperino
- Spie-Dino
- Tito Fritto
- Clemente Mortovivente
- Cerno-Bill
- Pietro Tombale
- Rino Impiccatino
- Anita Dimagrita

- Ciro Vampiro
- Aristide Cariatide
- Mariarosa Rugosa
- Dario Millenario
- Franco-Stein
- Vera Fattucchiera
- Paolone Gobbone
- Gennaro Corsaro
- Pablo Diablo
- Augusto Tuttogusto
- Pino Spadino
- Romeo Trofeo
- Bice Ciccatrice
- Vittorio Mortorio
- Gino Lumino
- Alberto Ricoperto
- Lilly Puntaspilli
- Marcello Porcello
- Camil-Leonte
- Joe Falchetto
- Lucilla Gorilla
- Isacco di Pulci
- Mariella Ascella
- Camilla Godzilla
- Leo Stereo
- Topo-Lino
- Daniela Ragnatela
- Pippo-Strello
- Oreste Mangiabestie
- Hugo Sapiens
- Anita Troglodita
- Arturo Superduro
- Nicolas Cadenas
- Gennaro Rockettaro
- Antonio Demonio
- Rambo Bambo
- Gangste-Rino
- Giacinto Dipinto
- Punker-Otto

- Selvag-Gina
- Claretta Carretta
- Nicola Pistola
- Alvaro Metallaro
- Alberto Sordo
- Ciccio Pasticcio
- Battista Teppista
- John Stravolt
- Camillo Spillo
- Fifì Pipì
- Ilaria Sanguinaria
- Martino Grappino
- Romeo Video
- Lino Semolino
- Strizza-Tino
- Carolina Colatina
- Ornella Stampella
- Orazio Maldispazio
- Lola Ghiacciola
- Claretta Saetta
- James Fond
- Antonella Mortadella
- Gastone Sgorbione
- Isidoro Fluoro
- Gianni Attaccapanni
- Romano Toscano
- Pasquale Natale
- Marinella Bella
- Body Billy
- Doppio-AuGusto
- Pina Palloncina
- Renato Bocciato
- Ago-stino Filomeno
- Lorenza Influenza
- Tosta-Tina
- Burucazzide
- Gennaro Pattumaro (puzzle)
- Gennaro Rockettaro (puzzle)